# جائزة هدف الموسم في الدوري الإنجليزي الممتاز

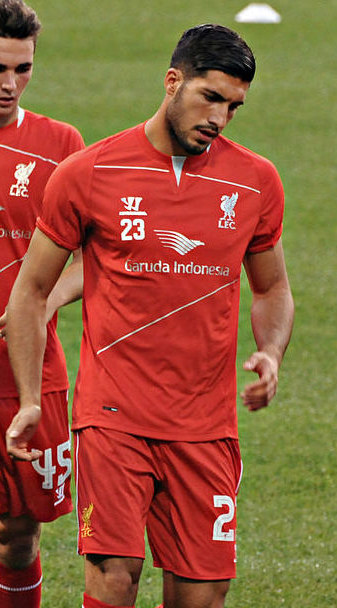
إمري تشان فاز بالجائزة الافتتاحية في موسم 2016–17.

جائزة هدف الموسم في الدوري الإنجليزي الممتاز (بالإنجليزية: Premier League Goal of the Season)‏ هي جائزة كرة قدم تٌمنح سنويًا للاعب الذي سجل أفضل هدف في الدوري الإنجليزي الممتاز خلال الموسم.
يتم إعداد قائمة مختصرة عادةً من الفائزين التسعة في جائزة هدف الشهر في الدوري الإنجليزي الممتاز لهذا الموسم، على الرغم من أن الموسم الافتتاحي فاز بالجائزة من سجل هدف في شهر مايو ولم يكن هنالك تصويت شهري لذاك الشهر. يتم تحديد الفائز من خلال مزيج من تصويت عام عبر الإنترنت – والذي يساهم بنسبة 10٪ من العدد النهائي – ولجنة من الخبراء.
تم تقديم الجائزة لأول مرة بعد انتهاء موسم 2016–17، وتسمى الجائزة حاليا بالاسم الترويجي لها جائزة كارلينغ لهدف الموسم (بالإنجليزية: Carling Goal of the Season)‏.

## قائمة الفائزين
آخر تحديث جائزة موسم 2020–21.
| الخط المائل    | على أرض الفريق         |
| علامة الخنجرية | فاز أيضًا بجائزة بوشكاش |

| الموسم  | البلد           | اللاعب         | مع              | النتيجة[A] | ضد                 | التاريخ        | م.    |
| ------- | --------------- | -------------- | --------------- | ---------- | ------------------ | -------------- | ----- |
| 2016–17 | إمري تشان       | ألمانيا        | ليفربول         | 1–0        | واتفورد            | 1 مايو 2017    | [ 2 ] |
| 2017–18 | سفيان بوفال     | المغرب         | ساوثهامبتون     | 1–0        | وست بروميتش ألبيون | 21 أكتوبر 2017 | [ 3 ] |
| 2018–19 | أندروس تاونسيند | إنجلترا        | كريستال بالاس   | 2–1        | مانشستر سيتي       | 22 ديسمبر 2018 | [ 4 ] |
| 2019–20 | سون هيونغ مين   | كوريا الجنوبية | توتنهام هوتسبير | 3–0        | بيرنلي             | 7 ديسمبر 2019  | [ 5 ] |
| 2020–21 | إريك لاميلا     | الأرجنتين      | توتنهام هوتسبير | 1–0        | أرسنال             | 14 مارس 2021   | [ 6 ] |
| 2021–22 | محمد صلاح       | مصر            | ليفربول         | 2–2        | مانشستر سيتي       | 3 أكتوبر 2022  | [ 7 ] |

1. ^ النتيجة في وقت الهدف. نتيجة فريق اللاعب تُسرد أولا.